# Tell Elojeh
Tell Elojeh (tiếng Ả Rập: تل العوجه) là một ngôi làng Syria nằm ở Sinjar Nahiyah ở huyện Maarrat al-Nu'man, Idlib. Theo Cục Thống kê Trung ương Syria (CBS), Tell Elojeh có dân số 336 trong cuộc điều tra dân số năm 2004.